# Італійська Серія A 1957–1958
Сезон 1957-58 Серії A — футбольне змагання у найвищому дивізіоні чемпіонату Італії, 27-й турнір з моменту започаткування Серії A. Участь у змаганні брали 18 команд, 2 найгірші з яких за результатами сезону полишили елітний дивізіон.
Переможцем сезону став клуб «Ювентус», для якого ця перемога у чемпіонаті стала ювілейною, десятою в історії. Таким чином у цьому сезоні туринський клуб став першим італійським клубом, що отримав золоту зірку десятиразового чемпіона країни.
| Чемпіон Італії 1957/58 |
| ---------------------- |
| «Ювентус» 10-й титул   |

## Команди-учасниці
Участь у турнірі брали 18 команд: